# Kessel (thüringisches Adelsgeschlecht)

Stammwappen derer von Kessel

Kessel ist der Name eines alten, aus Thüringen stammenden Adelsgeschlechts, das mit Erich Kessil im Jahr 1388 urkundlich zuerst erscheint. Der Name wechselte zwischen Keßeler, Keßlar und Kessel.

## Geschichte
Das Geschlecht erscheint urkundlich erstmals 1388 mit Erich Kessil, die direkte Stammreihe beginnt mit Klaus von Keßler, auch Klaus von Kesselar genannt, († 1443), Gutsherr auf Zeutsch (heute ein Ortsteil von Uhlstädt-Kirchhasel) und Schwarza (heute ein Ortsteil von Rudolstadt) sowie Zinsherr in Keßlar (heute ein Ortsteil von Blankenhain).

### Adelserhebungen
- Preußischer Grafenstand am 9. Februar 1774 in Berlin für Carl Wilhelm von Kessel, königlich preußischer Leutnant im Kürassier-Regiment „von Schlabrendorff“.
- Preußischer Freiherrnstand am 18. September 1873 mit Diplom vom 28. September 1873 in Berlin als „von Kessel und Zeutsch“, primogenitur und geknüpft an den Besitz des Fideikommiss Raake im Landkreis Oels (Niederschlesien), für den Landesältesten Georg von Kessel, Fideikommissherr auf Raake, Rechtsritter[4] des Johanniterordens.

## Wappen
- Das Stammwappen zeigt in Blau ein goldenes Jagdhorn (mittelalterliche Form: Hifthorn mit Band) über drei (2:1) goldenen Sternen. Auf dem Helm mit blau-goldenen Decken ein goldener Stern zwischen zwei natürlichen Hirschstangen.
- Das Grafenwappen von 1774 hat den Schild wie das Stammwappen. Schildhalter sind zwei widersehende gekrönte Adler.
- Das Freiherrnwappen von 1873 hat den Schild wie das Stammwappen. Schildhalter sind zwei natürliche Jagdfalken mit gold verschnürten braunen Kappen, die mit drei (blau-gold-blau) Straußenfedern bestückt sind.

## Bekannte Familienmitglieder

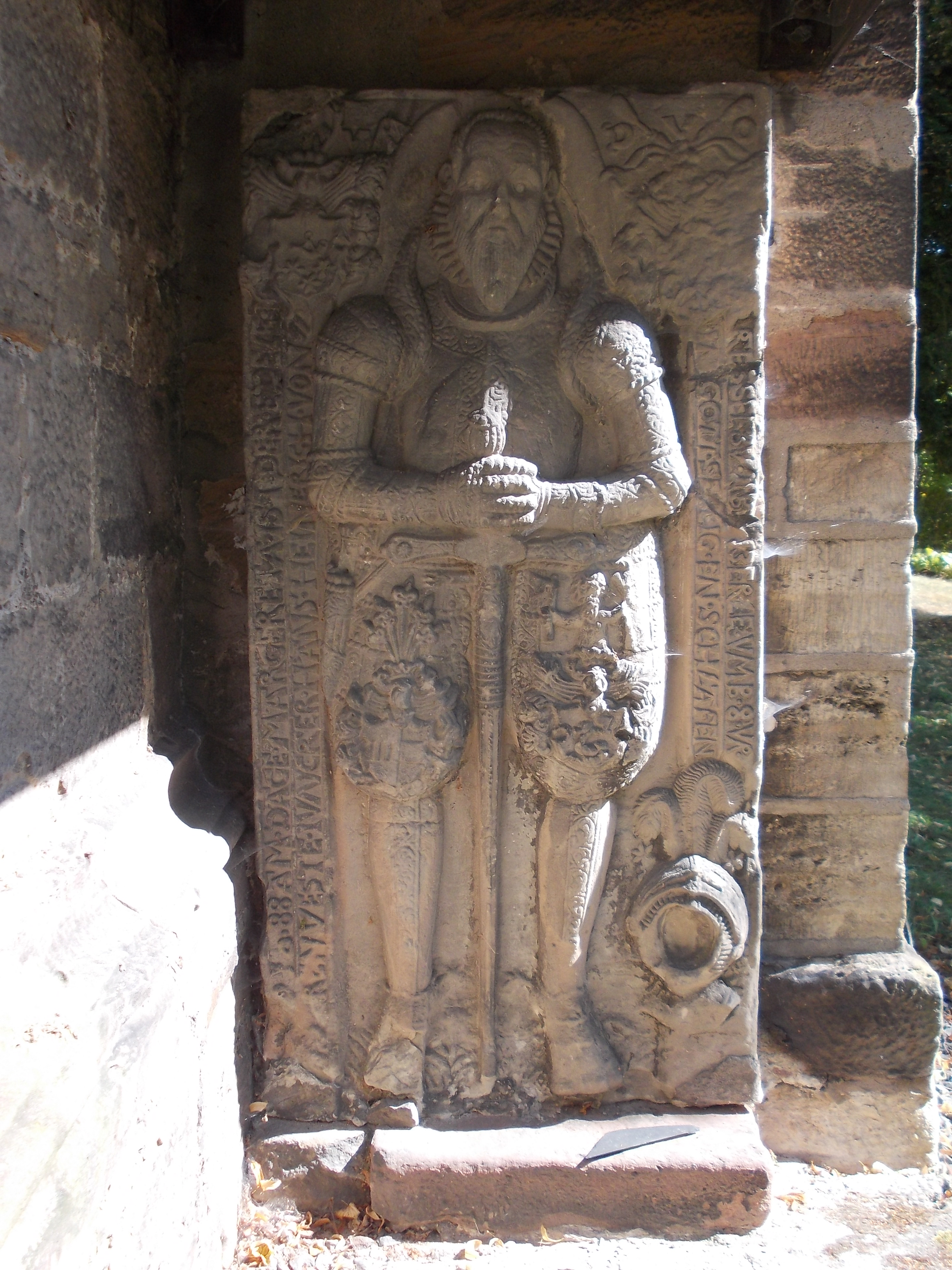
Epitaph Heinrich von Kessel (Stadtkirche Orlamünde)

- Albrecht von Kessel (1902–1976), Diplomat, Bruder Friedrich von Kessels
- Bernhard von Kessel (1817–1882), preußischer General der Infanterie, Generaladjutant von Kaiser Wilhelm I.
- Emil von Kessel (1804–1870), preußischer Generalmajor
- Ernst Wilhelm von Kessel (1703–1787), preußischer Landrat
- Eugen von Kessel (1890–1934), Nachrichtenbüroleiter
- Friedrich von Kessel (1896–1975), Politiker
- Guido von Kessel (1832–1903), Rittergutsbesitzer und Mitglied des Deutschen Reichstags
- Gustav von Kessel (General, 1760) (1760–1827), preußischer Generalleutnant
- Gustav von Kessel (General, 1797) (1797–1857), preußischer Generalmajor
- Gustav von Kessel (General, 1846) (1846–1918), preußischer Generaloberst
- Hans von Kessel (General) (1867–1945), deutscher Generalmajor
- Hans von Kessel (Journalist) (1894–1973), deutscher Journalist und politischer Aktivist
- Julie von Kessel (* 1973), Journalistin und ZDF-Redakteurin, Schwester von Sophie von Kessel
- Julius Leopold Albert von Kessel (1830–1915), preußischer Generalleutnant
- Kurt von Kessel (1862–1921), Rittergutsbesitzer und Parlamentarier
- Kurt von Kessel (1925–1995), Doktor der Naturwissenschaften, Chemiker/Forscher
- Maximilian von Kessel (1885–1945), Tuchfabrikant in Cottbus
- Mortimer von Kessel (1893–1981), General der Panzertruppe im Zweiten Weltkrieg
- Silvius von Kessel (* 1965), Erfurter Domorganist
- Sophie von Kessel (* 1968), Schauspielerin